# Pachycondyla variolosa
Pachycondyla variolosa is een mierensoort uit de onderfamilie van de Ponerinae. De wetenschappelijke naam van de soort is voor het eerst geldig gepubliceerd in 1947 door Arnold.